# Talokruralled
| Röntgenbild |
| Ovan: Röntgenbild av vänster fotled. 1. Vadben 2. Skenben 3. Språngben 4. Hälben 5. Båtben 6. Mellanfotsben Bild: AKH wien/Thomas Steiner, 2006. (GFDL)                |
| Kapseln i vänster talokruralled, lateral vy. |
| Ovan: Ledkapseln i vänster talokruralled, lateral vy. Nedan: Frontalsektion genom höger talokrural- och talocalcanealleder. Illustrationer: Gray's Anatomy, 1918. (PD) |
| Frontalsektion genom höger talokrural- och talcalcanealleder |

Talokruralled (latin: articulatio talocruralis) eller övre språngbensled är, i människans kropp, en äkta, sammansatt gångjärnsled mellan underbenets (crus) två ben, skenben (tibia) och vadben (fibula), och fotens (pes) översta ben, språngbenet (talus). Tillsammans med subtalarleden (art. subtalaris) utgör talokruralleden fotleden (art. pedis).
I denna artikel redogörs talokruralledens utformning och funktion. För en artikel om talokruralledens samverkan med fotens övriga leder se fotled.

## Ledhuvudet
Ledhuvudet på språngbenets ovansida utgörs av en spolformad ledyta (trochlea tali) som är sagittalt konvex och bilateralt konkav. Åt sidorna övergår ledhuvudet i två ledfasetter.
Den laterala fasetten fortsätter ut i ett utskott (processus lateralis tali) och är konkavkonvex. Den ledar mot vadbenets fotknöl (yttre fotknölen, malleolus lateralis). Den mediala fasetten är päronformad och ledar mot den övre, inre fotknölen (malleolus medialis).

## Ledpannan
Tillsammans bildar sken- och vadbenens distala ändar en gaffelformad ledpanna som griper tag kring ledhuvudet. Ledpannan har tre ledytor, två på skenbenet och en på vadbenet. Den mellersta, övre har formats efter ledhuvudet men är drygt hälften så stor som denna, vilket medger fotens dorsal- och plantarflexion. Den mediala ledytan sitter på den inre fotknölenoch den laterala sitter på den yttre fotknölens insida.
Ledgaffeln har formats efter ledhuvudet men eftersom inga muskler fäster i språngbenet är det till stora delar gaffelns grep om ledhuvudet som avgör språngbenets orientering. Fastheten i detta grep avgörs av ledförbindelsen mellan sken- och vadben, (syndesmosis tibiofibularis) och andra tibiofibulara ligament.

## Ledkapseln
Talokruralleden är en gångjärnsled och dess omslutande ledkapsel (capsula articularis) är sålunda tunn och slapp fram- och baktill men styv och stark på sidorna. Den fibrösa kapseln fäster långt ut på benen framtill men nära ledbrosket baktill där kapseln är mycket tunn och främst består av tvärgående fibrer. Framtill förstärks kapseln av ett ligament som sträcker sig mellan benen (lig. talofibulare anterius).

## Ligament
Förutom benknölarna stärks leden lateralt och medialt av starka kolateralligament. Dessa fäster på fotknölarna nära ledens rörelseaxel. Distalt sprider de sig likt solfjädrar och fäster på språngbenet och hälbenet (calcaneus). Det mediala ligamentet, lig. deltoideum, består av fyra delar varav de främre och bakre fäster på språngbenet och de två mellersta fäster på båtbenet (os naviculare) och hälbenet. Det laterala ligamentet är svagare och består av tre delar (ligg. calcaneofibulare, talofibulare anterius et posterius  ) varav det mellersta fäster på hälbenet och de främre och bakre på språngbenet. Vid stukning av foten är det oftast dessa ligament som skadas.

## Muskler
Fotmusklernas placering kring leden återspeglar deras respektive verkan på foten eller, då man står på fötterna, på resten av kroppen. De muskelsenor som passerar bakom leden utför plantarflexionen och de som passerar framför leden är således antagonister som dorsalfexerar foten. Den viktigaste plantarflexorn är m. triceps surae som utför närmare 90 procent av arbetet. Den viktigaste dorsalflexorn är m. tibialis anterior som utför drygt hälften av arbetet. De viktigaste inversions- och eversionsmusklerna är m. extensor digitorum longus och m. peroneus longus. Den senare fäster medialt ute på foten och är den muskel som orsakar framfotens pronation vid inversionrörelse.